# 2000 Fold
2000 Fold — дебютный альбом калифорнийской хип-хоп-группы Styles of Beyond, выпущенный на лейбле Bilawn Records в 1998 году и переизданный в 1999 году компанией SpyTech Records. Этот альбом был реализован в версии «edited version», в то время как Megadef был выпущен в версии «explicit version». 2000 Fold издавался в течение нескольких лет, а затем был доступен для скачивания с iTunes. В июле 2007 году он стал доступен в формате  CD через Projekt Revolution и SpyTech Records — официальные интернет-магазины для этой записи.
Джон Караманика (Jon Caramanica) из журнала Vibe назвал альбом «ключевой записью революции в независимом рэпе конца 90-х (англ. essential record of the late-'90s indie-rap revolution)».

## Список композиций
1. «Exile (Intro)» — 1:56
2. «Styles of Beyond (Style Warz)» feat. DJ Rhettmatic — 4:50
3. «Hollograms» feat. Spaceboy Boogie X — 3:49
  - Включает в себя семплы «How Many MC’s» Black Moon, «Releasing Hypnotical Gases» Organized Konfusion и «Mr. Blue» Michael Franks.
4. «Dangerous Minds» — 2:47
  - Частично состоит из «Let the Rhythm Hit 'Em» Eric B & Rakim и включает семплы «Survival of the Fittest» Mobb Deep
5. «Spies Like Us» feat. Emcee 007 — 3:38
6. «Winnetka Exit» — 4:13
  - Включает в себя семпл «Another Sleep Song» Graham Nash
7. «Muuvon» — 4:02
  - Включает в себя семпл «Good Times» Chic
8. «Wild Style» (interlude) — 0:12
9. «Easy Back It Up» — 2:59
  - Частично состоит из «Jazz (We’ve Got It)» A Tribe Called Quest
10. «Survival Tactics» — 3:38
11. «Skullyanamayshun» — 2:20
12. «Part II (Endangered)» feat. Simon James — 3:03
13. «Gollaxowelcome» — 4:31
14. «Click Beat Box» (interlude) feat. Click Tha Supah Latin — 0:47
15. «Many Styles» — 4:43
16. «Killer Instinct» feat. Divine Styler — 4:04
  - Включает в себя семпл «Just Let Go» The Seeds и «Strictly Business» EPMD
17. «2000 Fold» — 4:59
18. «Come Out Your Frame» (interlude) feat. DJ Rhettmatic — 1:30
19. «Marco Polo» feat. Emcee 007 — 4:04
  - Спродюсирован Майком Шинодой
  - Включает части из «Little 15» Depeche Mode
20. «Outro» — 0:30

- Примечание: Только в оригинальном релизе 1997 года включены треки «Wild Style» и «Many Styles», которые были исключены из переизданий из-за проблем с авторскими правами. Кроме того, «Exile» был переименован в просто «Intro», и музыка в треке «Click Beat Box» была изменена.

## Синглы и видеоклипы
Музыкальный видеоклип был снят на трек «Spies Like Us» и на его ремикс, а также на «Easy Back It Up». Кроме того, в качестве синглов были выпущены «Winnetka Exit» и «2000 Fold».

## Участники записи
- Продюсер — Divine Styler
- «Marco Polo» — спродюсировано Майком Шинодой
- Исполнительные продюсеры — Bilal Bashir, Shawn Berman and Desiree Bashir
- Мастеринг — Крис Солем на Future Disc
- Стиль и дизайн обложки — Майк Шинода
- Фотографии — Джо Хан